# Yousuf al-Thunayan
Yousuf al-Thunayan (arabisch يوسف ناصر الثنيان, DMG Yūsuf Nāṣir aṯ-Ṯunyān; * 18. November 1963 in Riad) ist ein ehemaliger saudi-arabischer Fußballspieler.

## Karriere

### Klub
Er begann seiner Karriere in der Saison 1983/84 bei al-Hilal und spielte über seine komplette Karriere bis nach der Spielzeit 2004/05 hier. In dieser Zeit gewann er mit seiner Mannschaft achtmal die Meisterschaft und sechsmal verschiedenste Pokalwettbewerbe. Zudem gewann er mit seinem Team die AFC Champions League der Saisons 1991 und 1999/2000 sowie mehrere weitere internationale Titel auf Klubebene.

### Nationalmannschaft
Wann er seinen ersten Einsatz für die saudi-arabische Nationalmannschaft hatte, ist nicht sicher bekannt. Er wurde jedoch bei der Asienmeisterschaft 1988 in Katar in vier Spielen eingesetzt, wozu auch die gewonnene Finalpartie gehörte. Durchgehend bekannt sind seine Einsätze ab den ersten Qualifikationsspielen für die Weltmeisterschaft 1990 im Frühjahr 1989. Im Folgejahr war er in drei Partien der Asienspiele 1990 aktiv.
Im Jahr 1992 folgten zwei Einsätze im Arabischen Nationenpokal 1992 sowie einer im Halbfinale des König-Fahd-Pokals 1992. Zum Ende des Jahres nahm er mit seinem Team an der Asienmeisterschaft 1992 teil, wo man Finale Japan mit 0:1 unterlag. Beim Golfpokal 1992 kam er dreimal zum Einsatz.
Nach einer Pause sind zwei Einsätze in Freundschaftsspiele in den Jahren 1995 und 1996 bekannt sowie die Teilnahme an Qualifikationsspielen zur Asienmeisterschaft 1996. Nach der Teilnahme am Golfpokal 1996 gewann er im selben Jahr mit seiner Mannschaft zum zweiten Mal die Fußball-Asienmeisterschaft.
1997 war er in Qualifikationsspielen zur Weltmeisterschaft 1998 und in zwei Spielen der Endrunde im Einsatz. Nach dem Turnier folgten zwei Freundschaftsspiele sowie die Teilnahme am Arabischen Nationenpokal 1998, welchen das Team gewann, als auch am Golfpokal 1998. Danach beendete er seine Karriere in der Nationalmannschaft.

## Erfolge

### Klub
- Saudi Professional League:
  - 1985, 1986, 1988, 1990, 1996, 1998, 2002
- King Cup:
  - 1984, 1989
- Saudi Crown Prince Cup:
  - 1995, 2000
- AFC Champions League:
  - 1991, 1999/2000
- Asienpokal der Pokalsieger:
  - 1996/97
- Asian Super Cup
  - 1997
- Arab Club Champions Cup
  - 1994, 1995
- Arabischer Super Cup
  - 2001
- GCC Champions League
  - 1986, 1998

### Nationalmannschaft
- Asienmeisterschaft:
  - 1988, 19
- Arabischer Nationenpokal:
  - 1998